# 迈克·史密斯
迈克·史密斯（英語：Mike Smith，1982年3月22日—），加拿大男子冰球运动员，场上位置是守门员。他曾代表加拿大国家队参加2014年冬季奥林匹克运动会冰球比赛，获得一枚金牌。